# Henryk Grzondziel
Henryk Grzondziel (ur. 26 lipca 1897 w Załężu, zm. 24 maja 1968 w Grudzicach) – polski duchowny rzymskokatolicki, biskup pomocniczy opolski w latach 1959–1968 (do 1967 formalnie gnieźnieński).

## Życiorys
Urodził się 26 lipca 1897 w Załężu. Absolwent liceum w Zabrzu z 1916. W trakcie I wojny światowej walczył na froncie wschodnim jako żołnierz armii niemieckiej. Od 1918 do 1922 studiował teologię na Uniwersytecie Wrocławskim. 17 marca 1923 przyjął we Wrocławiu święcenia kapłańskie. Był nauczycielem języka polskiego i duszpasterzem środowisk polonijnych we Wrocławiu. Pracował w Bytomiu i Zabrzu, był proboszczem w Wójtowej Wsi i Wrocławiu, ojcem duchownym w seminarium. W 1926 doktoryzował się. Po zakończeniu wojny był duszpasterzem i profesorem seminarium duchownego we Wrocławiu. W latach 1953–1956 deportowany z terenu archidiecezji wrocławskiej. Był wikariuszem generalnym i konsultorem diecezjalnym w Opolu. W latach 1954–1958 był proboszczem parafii św. Anny w Krzyżanowicach. W 1958 został proboszczem w Nowej Wsi Królewskiej.
20 maja 1959 został mianowany biskupem pomocniczym archidiecezji gnieźnieńskiej i biskupem tytularnym Athribis, skierowanym do pracy duszpasterskiej w Opolu. Sakrę biskupią przyjął 16 sierpnia 1959 z rąk kardynała Stefana Wyszyńskiego. Oficjalnie został mianowany biskupem pomocniczym diecezji opolskiej 16 października 1967.
Uczestniczył w drugiej i czwartej sesji Soboru Watykańskiego II w 1963 i 1965.
Zmarł 24 maja 1968 roku w Grudzicach, gdzie trzy dni później został pochowany na przykościelnym cmentarzu.